# Rhopalogaster longicornis
Rhopalogaster longicornis là một loài ruồi trong họ Asilidae. Rhopalogaster longicornis được Wiedemann miêu tả năm 1828. Loài này phân bố ở vùng Tân nhiệt đới.